# Лабіринт

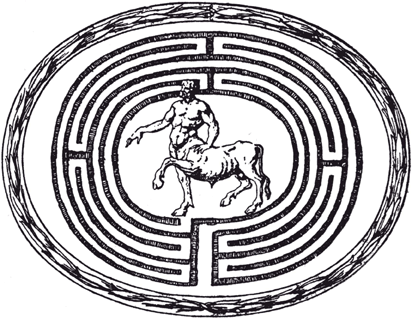
Лабіринт Мінотавра

Лабіри́нт (грец. Λαβύρινθος) — дуже складне, заплутане розташування приміщень, переходів, доріг, алей. Первісно — споруда, що, нібито, складалася з кількох тисяч кімнат, залів і коридорів. Уперше про один з них повідомив давньогрецький історик Геродот (бл. 484—431 або 425 рр. до н. е.). У другій книжці свого знаменитого твору «Історія», він описав відвіданий ним велетенський Фаюмський лабіринт і розповів про історію його побудови. Цей найдавніший з відомих лабіринтів був заупокійним храмом, побудованим біля піраміди фараона Аменемхета III (1840—1792 р. до. н. е.).
У сучасній мові «лабіринт» також означає не тільки споруду, з якої важко знайти вихід, а й заплутані стосунки, ситуації, думки тощо.

## Історія
В античності були відомі чотири лабіринти: єгипетський — на схід від Арсіної, споруджений у II тис. до н. е.; то був величезний палац із гробницею та підземними ходами; грецький на острові Самосі, збудований за наказом Полікрата; в Італії, що його спорудив етруський цар Порсенна як усипальницю для царської родини.
Проте найвідомішим вважається лабіринт на острові Крит. Його за дорученням Міноса спорудив Дедал для Мінотавра. Конструкцією цей лабіринт був подібний до єгипетського. В основу міфів про лабіринт лягли історичні факти. Наприклад, міф про критський лабіринт відбив спогад про розквіт критської держави 2 тисячоліття до н. е. Слово «лабіринт» пов'язують із назвою подвійної сокири — лабриса, зображення якого часто зустрічається на стінах Критського лабіринту. Стародавні греки під лабіринтом розуміли поплутані підземні коридори в копальнях та катакомбах; переносно його вживали для позначення різних складних явищ і плутаних мовних зворотів.
Лабіринти — одна із складних, ще не розв'язаних загадок історії. У різні часи ці дивні витвори у формі печер, палаців або споруд без покрівлі тощо з'являлися скрізь, де мешкала людина.
В епоху середніх віків у Європі схеми лабіринтів вимощували мозаїкою на підлогах соборів. Наприклад, такий лабіринт вимостили в XII ст. на підлозі Щартрського собору в Франції (мал. 3). Пізніше були поширеними паркові лабіринти. Найвідоміший з них — парковий лабіринт з кущів, влаштований у 1690 р. поблизу Лондона у володінні Вільгельма Оранського в саду Гемптон-Корта.
Навколо фортець у давнину споруджували системи валів у формі лабіринту, план якого знав тільки володар фортеці. Такі споруди служили для оборони і могли стати схованкою. Лабіринти використовували й для покарання. Засуджених до смерті відводили в лабіринт. Там, не знаючи його будови, приречений після марних блукань гинув від спраги й голоду.
Найбільшого поширення набули лабіринти-головоломки. Уже діти давніх греків і римлян заповнювали дозвілля такими розвагами, про що свідчить креслення, виявлене на стіні одного з будинків міста Помпеї, засипаного попелом під час виверження вулкана Везувію в 79 р. Біля креслення лабіринту написано: «Лабіринт. Тут живе Мінотавр». З того часу і до наших днів ідея лабіринту стає в цікавій математиці все змістовнішою, збагачується новими мотивами задач. Урізноманітнюються самі форми лабіринтів, з'являються числові, об'ємні й інші лабіринти, де в несподіваних формах розвивається ідея, витоки якої губляться в прадавніх часах. Історії лабіринтів присвячено багато наукових досліджень і популярних видань.
Лабіринти широко застосовуються в науці і техніці. Психологи за їх допомогою вивчають поведінку людей і тварин у повторюваних або екстремальних ситуаціях. Кібернетикам лабіринти допомагають конструювати ЕОМ, зокрема роботів, які здатні до самонавчання. Такі експерименти першим провів американський математик Клод Шеннон (нар. 1916 р.): кібернетичні миші вченого за певними алгоритмами могли вибиратися із найзаплутаніших лабіринтів. За принципом лабіринту виготовляють глушителі в двигунах внутрішнього згорання, заповнюють частини деталей під високим тиском.

## Лабіринт як символ
Борхес у «Книзі вигаданих істот» зауважує: «Ідея про споруду, в якій губляться люди, можливо, ще дивніша за ідею про людину з бичачою головою, але вони доповнюють одна одну…»

## Лабіринт у парковому мистецтві
| Ботанічний сад Ван Дусену | Лабіринт Тінтагель долини Рокі |

Першими садівниками вважаються монахи. Цікавими елементами монастирських садів є лабіринти.

## Як намалювати класичний лабіринт

Як намалювати класичний лабіринт.

Намалювати класичний лабіринт зовсім неважко. Малюнок починається з хреста згідно зі схемою. Гострі кути можна закруглити. Дехто вважає, що проходження лабіринтів а також їх малювання заспокоює. Існують клуби, де можна зібратися та збудувати лабіринт з камінчиків або з паличок, а потім пройтися один за одним по ньому. Ті хто хоч раз це робив, стверджують, що це дуже захопливо.